# Schwanstetten
Schwanstetten è un comune-mercato di 7 310 abitanti, situato nel Land tedesco della Baviera.